# Dilophus dubius
Dilophus dubius är en tvåvingeart som beskrevs av Elmo Hardy 1982. Dilophus dubius ingår i släktet Dilophus och familjen hårmyggor. Inga underarter finns listade i Catalogue of Life.